# 196e régiment d'artillerie
Pour les articles homonymes, voir 196e régiment.
Le 196e régiment d'artillerie (196e RA) est un régiment de l'armée de terre française. Créé pendant l'entre-deux-guerres, il combat lors de la Seconde Guerre mondiale.

## Création et différentes dénominations
- 1924 : création
- 1940 : dissous
- 1944 : recréé
- 1946 : dissous

## Historique des opérations et garnisons du régiment

### Entre-deux-guerres
Le 196e régiment d'artillerie lourde à tracteurs est créé le 1er janvier 1924, lors de la réorganisation décidée en 1923, par changement de nom du 14e régiment d'artillerie de campagne.
Rattaché au 18e corps d'armée, il est caserné à Bordeaux,.

### Campagne

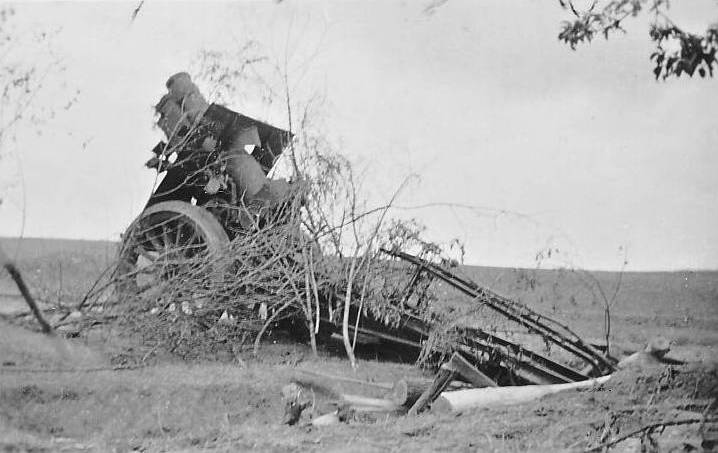
Canon de 220 mm court modèle 1916 perdu en mai 1940, comme ceux du RALT.

Ses réservistes sont mobilisés en 1939 au centre mobilisateur d'artillerie no 318 de Bordeaux. Il est constitué de quatre groupes de canons de 220 mm C modèle 1916 (en) et d'une batterie d'instruction, numérotée 111e.
Il combat lors de la Bataille de France. Son IIIe groupe est notamment rattaché à la 236e division légère d'infanterie. Une partie du régiment est capturée en Bretagne le 18 juin 1940. Il est officiellement dissous en juillet 1940[réf. souhaitée].

### Libération
Le 196e régiment d'artillerie est recréé le 1er novembre 1944, par regroupement des batteries autonomes déployées face à la poche de la pointe de Grave. Son nom initial était 1er régiment d'artillerie colonial FFI.
L'effectif de l'artillerie de la pointe de Grave est majoritairement issu de 700 soldats algériens, tunisiens, marocains, malgaches et sénégalais, prisonniers des Allemands en France et récemment libérés,. Le régiment constitué de trois groupes. L'inventaire des pièces et matériels du régiment est le suivant :
- Deux canons de 75 de montagne modèle 1928,
- Quatre puis cinq canons de 8 cm FK 30(t) (en),
- Trois canons de 8,35 cm FlaK 22(t) (en),
- Quatre obusiers de 10,5 cm lFH 18 (récupérés entre février et mai 1945),
- Douze canons de 105 court modèle 1935 Bourges (récupérés entre février et mai 1945),
- Trois canons de 155 court modèle 1917 Schneider,
- Environ sept chenillettes (TK polonaises et Renault UE).

Les canons sont des pièces usées et les artilleurs ne disposent pas de tables de tir et manquent de munitions, qui sont par ailleurs souvent peu fiables.
Après avoir participé aux combats de la pointe de Grave, le régiment est dissous le 1er avril 1946.

## Étendard
L'étendard du régiment porte les inscriptions suivantes (héritées du 14e régiment d'artillerie) :
- Constantine 1837
- Sébastopol 1854-1855
- Magenta 1859
- Palikao 1860
- Verdun 1916
- L'Aisne 1917
- Montdidier 1918

## Décorations
Le 196e régiment d'artillerie conserve la fourragère aux couleurs de la croix de guerre 1914-1918 qu'avait reçue son ancêtre, le 14e régiment d'artillerie de campagne.

## Personnalités ayant servi au régiment
- Georges Guétary (1915-1997), au 196e RALT en 1939-1940[12].
- Lucien Duval (1921-2014), au 196e RALT en 1940[13].